# Folsomcultuur
De Folsomcultuur, het Folsomcomplex of de Lindenmeiercultuur is een archeologische cultuur van paleo-indianen in het midden van Noord-Amerika. De term werd voor het eerst gebruikt in 1927 en verwijst naar de Folsom-punten, vernoemd naar een vindplaats in Folsom (New Mexico).
Het Folsomcomplex dateert van 9000 à 8000 v.Chr. en ontstond uit de eerdere Cloviscultuur. Het cultuurcomplex werd in de Great Plains opgevolgd door de Planoculturen. Kenmerkend zijn de Folsom-speerpunten en de kill sites waar bizons (Bison antiquus) geslacht en versneden werden, en waar werktuigen zijn teruggevonden. 
De volken van de Folsomcultuur pasten zich aan aan het veranderende klimaat, de terugtrekkende gletsjers en het uitsterven van de megafauna. Ze joegen op bizons, die ze vermoedelijk in grote groepen in het nauw dreven. In vergelijk met de Cloviscultuur maakten ze kleinere projectielpunten met dunnere messen. Mogelijk werden de punten ook gebruikt op speren in combinatie met een speerwerper of atlatl. Na het jachtseizoen gingen de stammen wellicht opnieuw uit elkaar tot het volgende seizoen. Over het nederzettingspatroon is weinig bekend.